# Varvara Golovina
Varvara Nikolaïevna Golovina, née princesse Golitsyna (en russe : Варвара Николаевна Головина, княжна Голицына, 1766 - 11 septembre 1821 ) est une artiste et mémorialiste de la noblesse russe, demoiselle d'honneur de la cour russe, une proche confidente de l'impératrice Elizabeth, nièce préférée d'Ivan Chouvalov et Dame de l'Ordre de Sainte Catherine (1816).

## Biographie
Varvara Golovina est la plus jeune enfant du lieutenant-général Nikolaï Fiodorovitch Golitsyne (1728-1780) et de la princesse Praskovia Ivanovna Chouvalova (1734-1802). Elle a deux frères : Fiodor (1751-1827) et Ivan (1759-1777).
Le père de Varvara est issu de la famille Galitzine. Sa mère, Praskovia Ivanovna, est une sœur d'Ivan Chouvalov (1727-1798), dont elle a hérité l'attrait à la littérature et à l'art.
Varvara grandit sur le domaine Petrovski dans le gouvernement de Moscou. Sa mère douce, gentille, bien que de caractère indécis, aime l'art et valorise l'éducation.
En 1777, Varvara s'installe avec ses parents à Saint-Pétersbourg. Après la mort de son père, elle déménage avec sa mère dans la maison de son oncle, Ivan Chouvalov, au coin de Perspective Nevski et Malaïa Sadovaïa.
Varvara aime la peinture et la musique, participe aux concerts de Tsarskoïe Selo et du Palais d'Hiver, où elle chante des chansons de sa composition.
En 1783, elle est nommée demoiselle d'honneur à la cour de Catherine II.

### Mariage

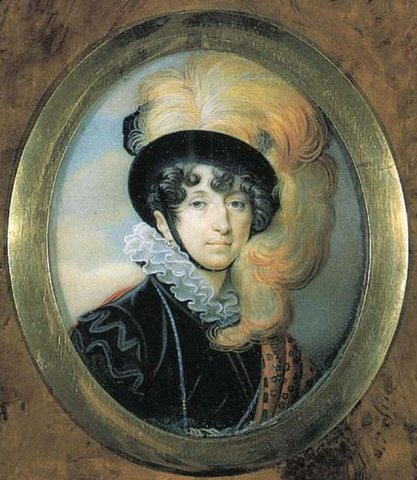
Varvara Golovina.

À la cour, Varvara rencontre le comte Nikolaï Nikolaïevitch Golovine (1756-1820), petit-fils du maréchal généralissime, comte Fiodor Alekseïevitch Golovine. Ils s'aimaient, mais la princesse Golitsyna s'oppose au mariage, le trouvant prématuré. Golitsyna effectue quatre ans de voyages à l'étranger, passant une grande partie de son temps à Paris.
Au retour d'un voyage, Varvara épouse le comte Golovine, le 4 octobre 1786. Le mariage est célébré au Palais d'Hiver.
Les Golovine donnent l'impression d'un couple heureux. Les descriptions de Nikolaï Golovine par ses contemporains sont controversées, la plupart hostiles. Promu au grade de colonel, il ne ressentait aucune inclination pour l'armée ou la fonction publique, mais sa stricte honnêteté était notée.
En 1796, Nikolaï Golovine est nommé à la cour du grand-duc Alexandre Pavlovitch (futur Alexandre Ier).

### Conversion et vie ultérieure
La comtesse Golovine se rapproche de l'émigrée française la princesse de Tarente et sous son influence, se convertit au catholicisme romain. En 1802, Varvara Golovina se rend à Paris pendant plusieurs années et retourne en Russie en 1805. Quelques mois plus tard elle retourne à Paris avec sa famille. A Paris, ils sont acceptés dans la haute société du château de Saint-Germain-en-Laye, mais le début des guerres napoléoniennes les contraignent à retourner en Russie. Avec des ressources limitées, Golovina accepte l'offre de la princesse  de Tarente et déménage chez elle, inséparables jusqu'à la mort de la princesse en 1814.
Grâce aux efforts de son époux, le 9 avril 1816, la comtesse Golovina est nommée chevalier des dames de l'Ordre de Sainte-Catherine (petite croix), et sa fille cadette comme demoiselle d'honneur.
En 1818, pour des raisons de santé, elle effectue son deuxième voyage en France, retourne brièvement en Russie en 1820 et revient de nouveau à Paris et y meurt en 1821. Elle est inhumée au Cimetière du Père-Lachaise. Ses mémoires ont été publiés en France.

## Enfants
Par mariage, Varvara a quatre enfants:
- Fils (1787, décédé peu après sa naissance)
- Praskovia Nikolaïevna (1790-1869), auteur de Mémoires, convertie au catholicisme, depuis 1819 épouse du comte Jan-Maximilian Fredro (1784-1845).
- Fille (1792, décédée peu après sa naissance)
- Elizaveta Nikolaïevna (1795-1867) - demoiselle d'honneur, convertie au catholicisme, mariée au diplomate Lev Potocki (1789-1850).

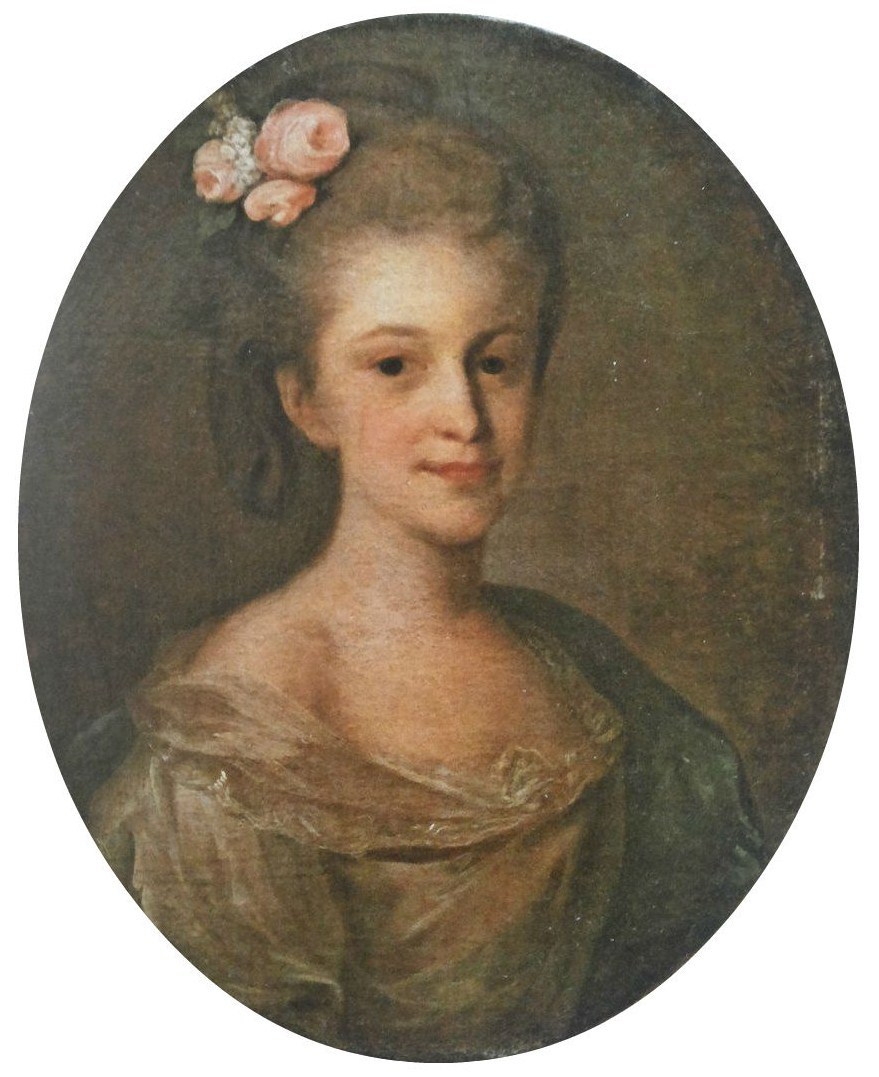
Varvara Golovina dans sa jeunesse
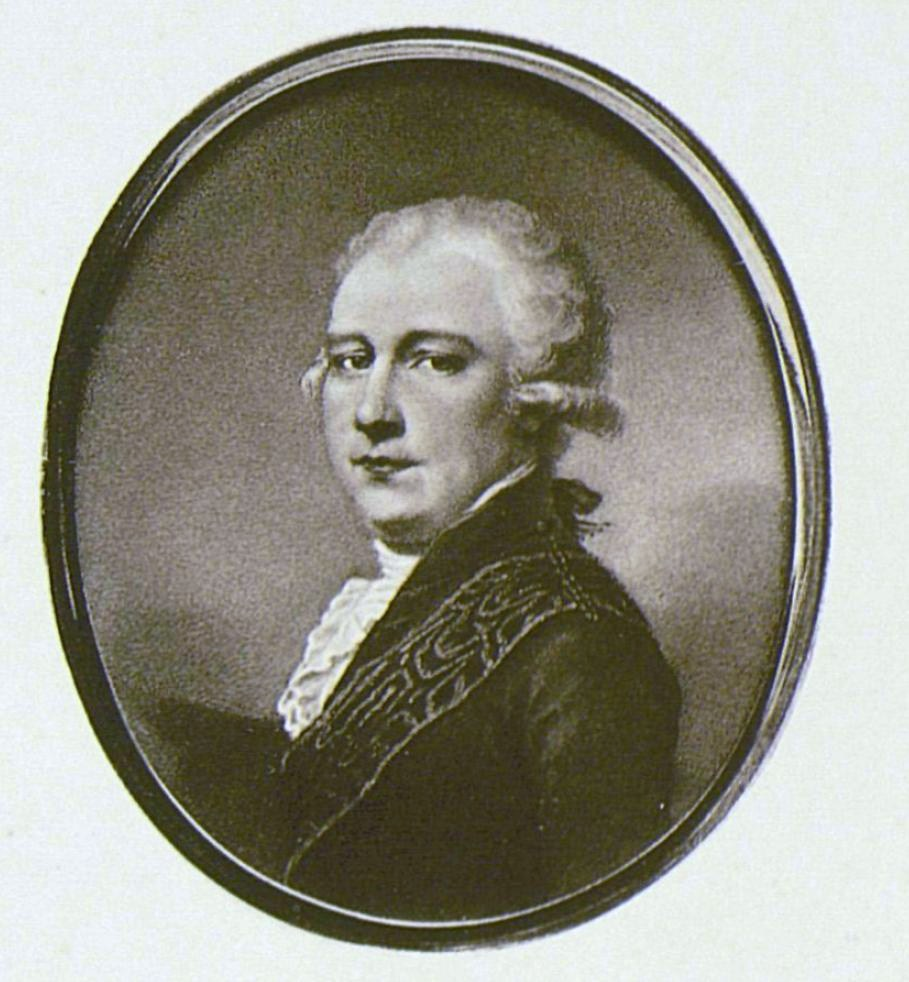
Époux Nikolaï Golovine
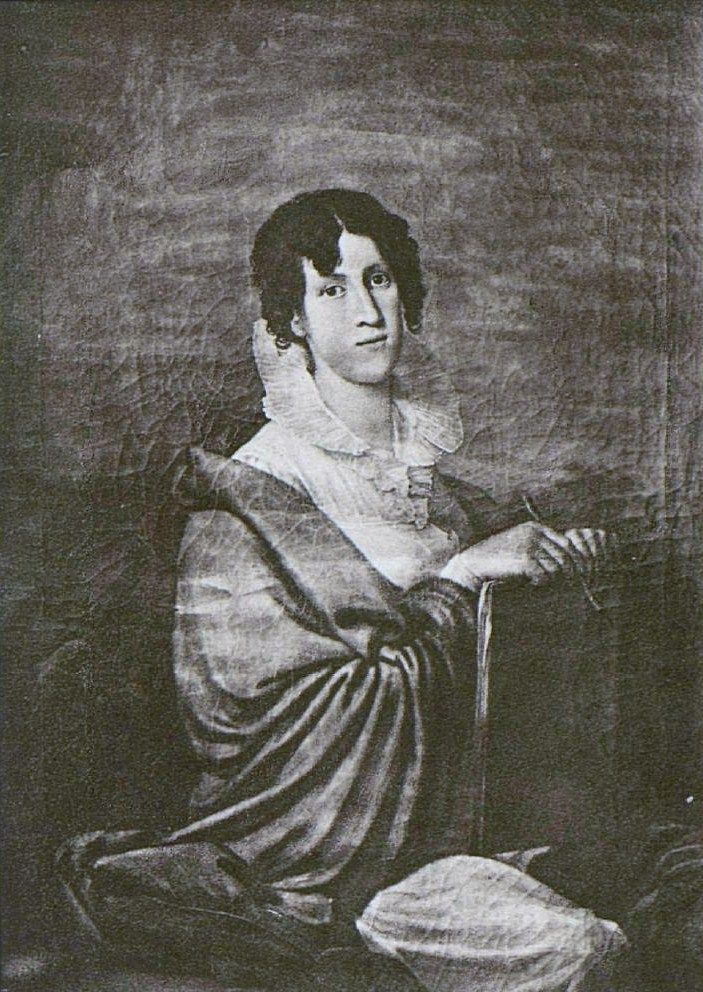
fille Praskovia
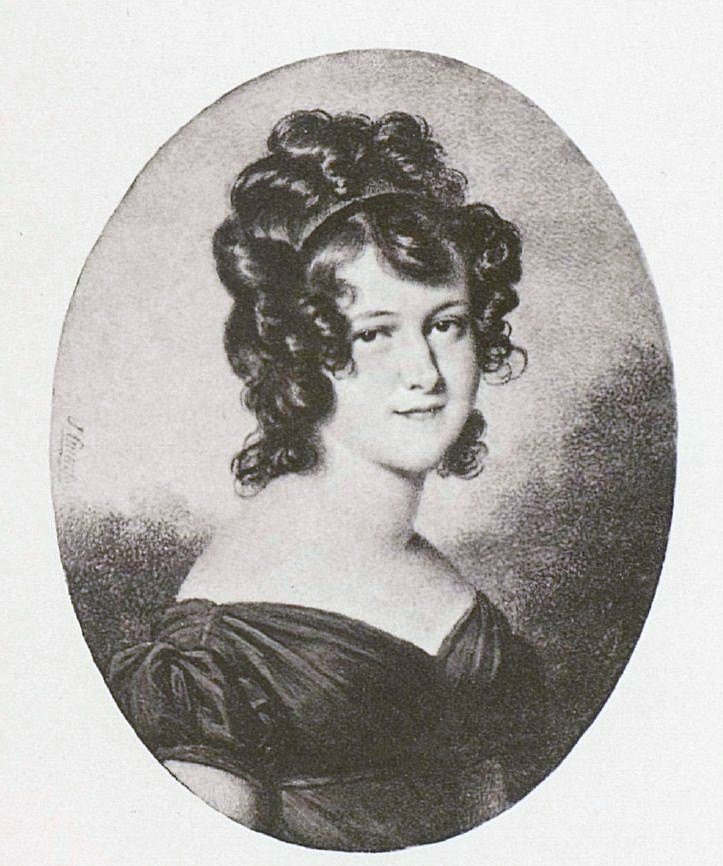
fille Elizaveta

## Œuvres
- Mémoires de la comtesse Golovine : une dame à la cour de Catherine II